# Wheel war
En la cibercultura, Wheel war es un enfrentamiento entre usuarios con privilegios sobre un sistema o red compartido y en línea de computadoras. Aunque frecuentemente se produce como diversión o forma de descargar presiones, tales rencillas pueden generar serias desavenencias administrativas.

## Origen del término
El concepto tuvo origen en el sistema operativo TENEX, distribuido y utilizado ampliamente como TOPS-20 en la década de 1960 y principios del 70. En este concepto «Wheel» describía un nivel de usuario superior al de sysop.
A causa de la migración de los desarrolladores del sistema TENEX/TOPS-20 a Unix, el término fue luego adoptado por la comunidad Unix. En varios de estos sistemas el comando «su» puede utilizarse para ganar acceso de superusuario. Previendo el mal uso, algunos administradores de sistemas solo permiten el acceso al comando por parte de ciertos grupos de usuarios, a menudo identificados como wheel, indicando un nivel de confianza superior al de sysop. 
En un sistema GNU no es necesario que un usuario esté en el grupo wheel para usar el comando su, principalmente por razones filosóficas. Sin embargo, en algunas distribuciones Linux como Gentoo Linux se utilizan implementaciones alternativas del comando que mantienen estos requisitos.